# Johan Zoutman
Johan Zoutman (ur. 10 maja 1724 w Reeuwijk, zm. 7 maja 1793 w Hadze) – kontradmirał floty holenderskiej.
Dowodził siłami holenderskimi w bitwie na Dogger Bank podczas IV wojny angielsko-holenderskiej. 
Na Arubie znajduje się fort nazwany od jego imienia Fort Zoutman.